# Alex Gordon
Alexander Jonathan Gordon, detto Alex (Lincoln, 10 febbraio 1984), è un ex giocatore di baseball statunitense di ruolo esterno sinistro, campione delle World Series nel 2015 con i Kansas City Royals della Major League Baseball (MLB).

## Carriera

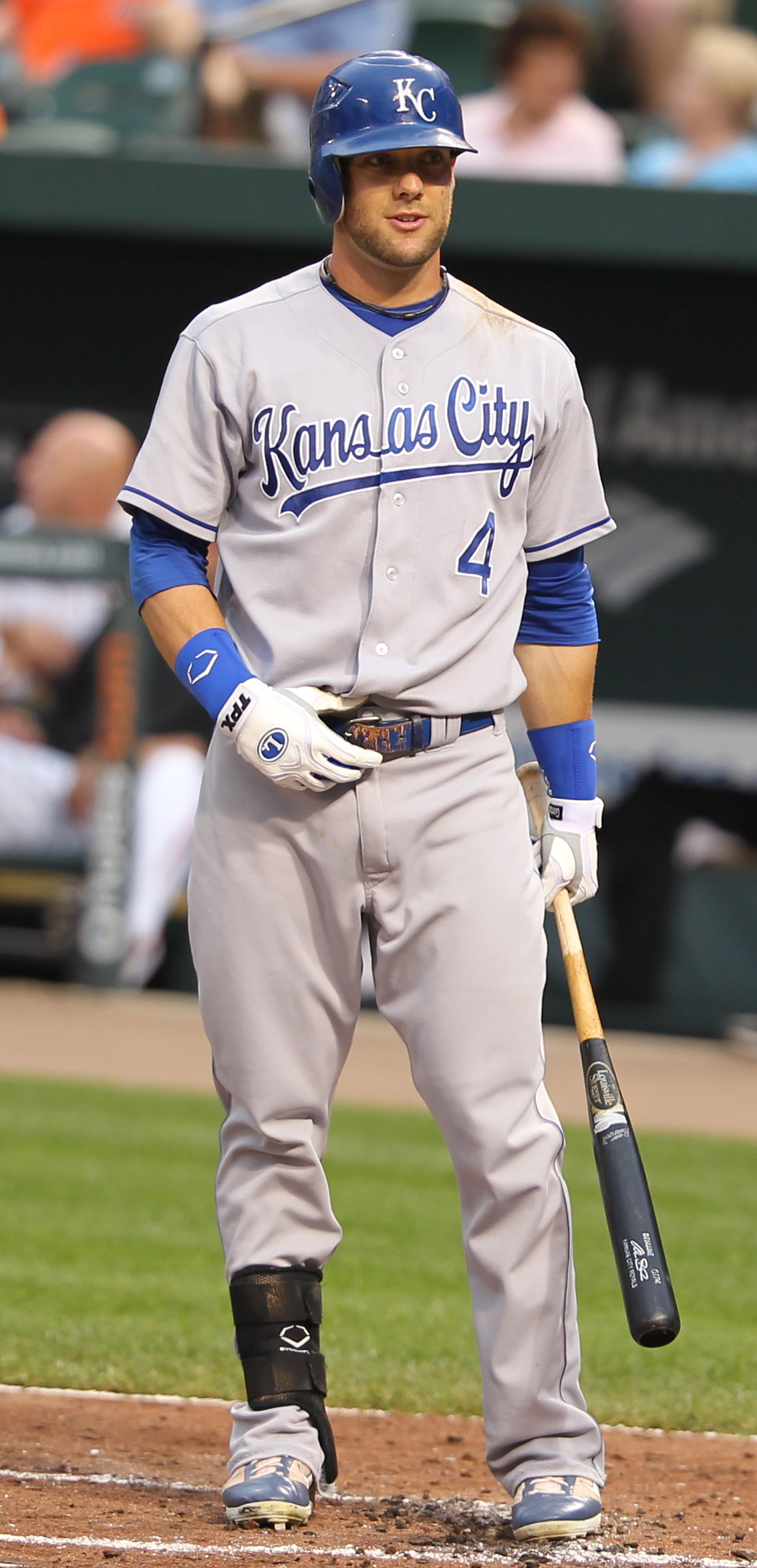
Gordon con i Royals nel 2011

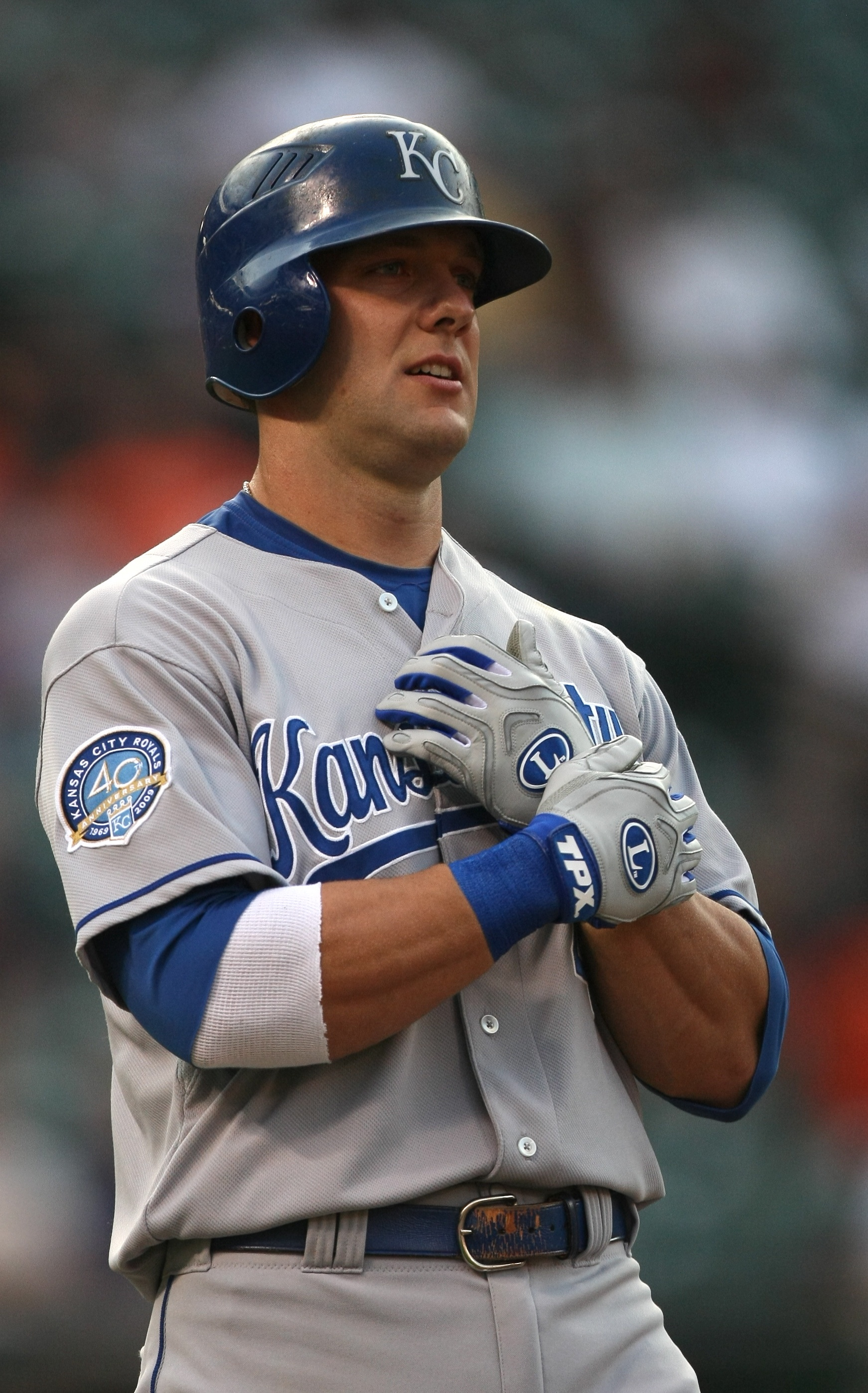
Alex Gordon nel 2009

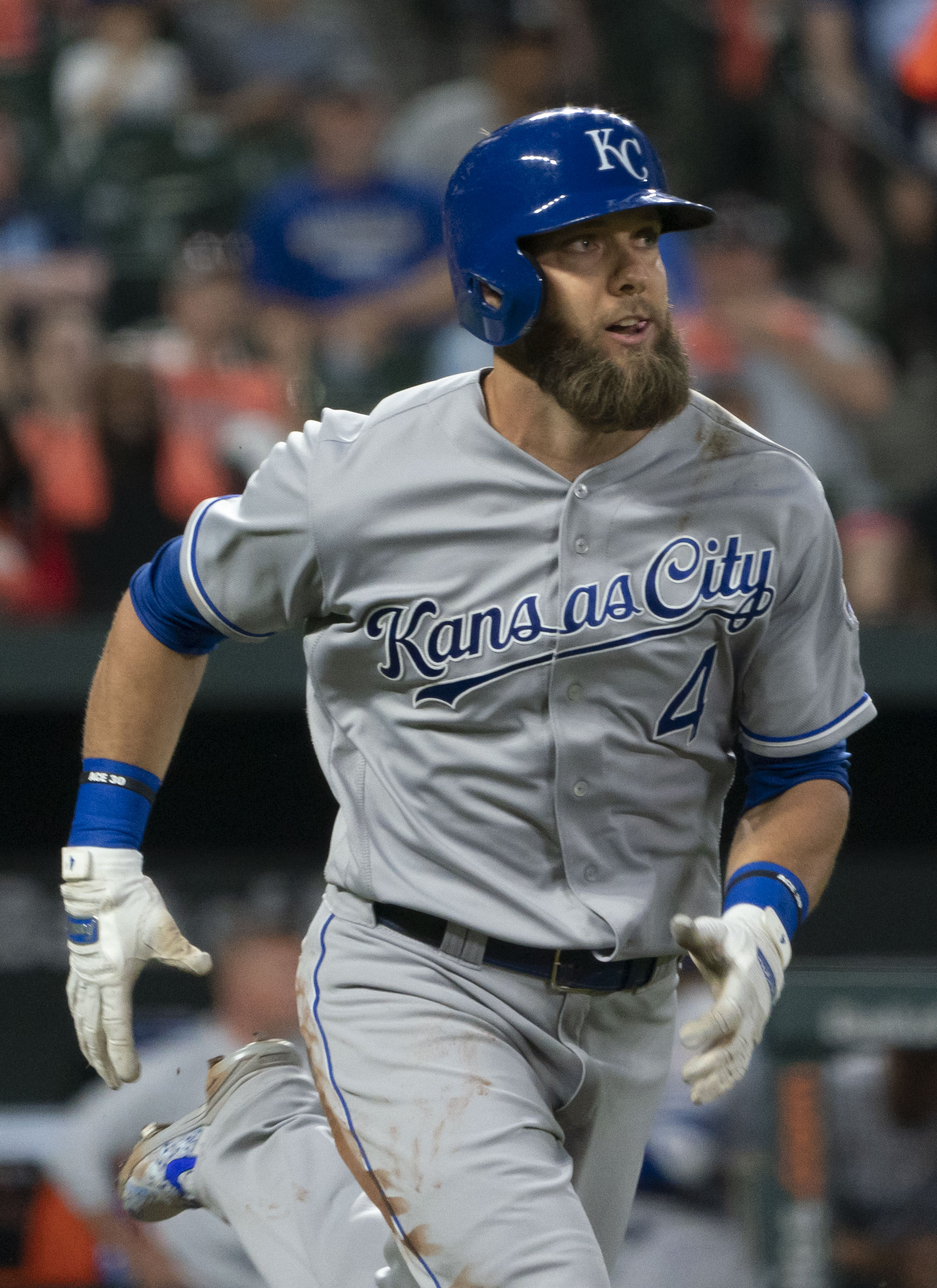
Gordon con i Royals nel 2018

Nato a Lincoln nel Nebraska, Gordon frequentò la Lincoln Southeast High School e successivamente l'Università del Nebraska-Lincoln, entrambi nella sua città natale.
Gordon fu scelto nel primo giro, come seconda scelta assoluta del Draft MLB 2005, dai Kansas City Royals. Iniziò a giocare nel 2006 nella Doppia-A, nel ruolo di terza base.
Debuttò nella MLB il 2 aprile 2007, al Kauffman Stadium di Kansas City contro i Boston Red Sox. Schierato come terza base titolare, Gordon subì due eliminazioni per strikeout e ottenne la sua prima base dopo essere stato colpito da un lancio. Il 5 aprile sempre contro i Red Sox, colpì la sua prima valida. Il 10 aprile contro i Blue Jays, Gordon batté il suo primo fuoricampo, un home run da due punti con cui realizzò anche i primi punti battuti a casa di carriera. Dopo avere faticato nei primi due mesi della stagione, si riprese nel mese di giugno e il 2 settembre contro i Twins, disputò la sua prima gara in cui batté più di un fuoricampo (due home run). La sua prima stagione si concluse con 151 disputate, tutte nella MLB, e con i 34 doppi realizzati, segnò il record in questa statistica per un esordiente dei Royals.
Tra il 2008 e il 2010 faticò rallentato dagli infortuni, finendo nelle stagioni 2009 e 2010 per giocare in alternanza nelle affiliate della minor league per recuperare la forma fisica. Nel 2010 giocò prevalentemente nel ruolo di esterno sinistro, ruolo che poi ricoprì stabilmente nelle stagioni successive fino al termine della carriera.
Gordon si riprese nel 2011, quando vinse il suo primo Guanto d'oro, guidando tutti gli esterni della MLB in assistenze con 20 totali. L'anno seguente rinnovò per quattro anni con i Royals, guidando la MLB con 51 doppi. Nel 2013 vinse il suo terzo Guanto d'oro consecutivo e fu convocato per il suo primo All-Star Game. Vi fu convocato anche l'anno successivo, coi Royals che raggiunsero le World Series (primo post-stagione per Gordon), perse contro i San Francisco Giants. Nei playoff tuttavia il giocatore faticò, battendo con una media di .204 con un solo fuoricampo.
Dopo un'operazione chirurgica al polso, Gordon faticò all'inizio della stagione 2015, ma riuscì a riprendersi e venire convocato per il terzo All-Star Game consecutivo. L'8 luglio contro i Tampa Bay Rays subì un infortunio che lo tenne fuori dal campo sino al 2 settembre. I Royals vinsero la propria division e si qualificarono per le World Series 2015. In gara 1, Gordon batté un home run nel nono inning contro il closer dei New York Mets Jeurys Familia che pareggiò la partita sul 4-4. Kansas City finì poi vincendo la partita al 14º inning. I Royals conquistarono alla quinta partita il loro primo titolo di campioni dal 1985. Complessivamente, Gordon nei playoff batté con .241 con 2 fuoricampo e 6 punti battuti a casa.
Nel 2017, Gordon vinse il suo quinto Guanto d'oro per le sue prestazioni a livello difensivo.
Il 2 novembre 2019, Gordon divenne free agent, tuttavia il 22 gennaio 2020, firmò un contratto annuale del valore di 4 milioni di dollari per rimanere con i Royals anche per la stagione 2020.
Il 24 settembre 2020, Gordon annunciò che si sarebbe ritirato dal baseball al termine della stagione 2020.

## Palmarès

### Club
- World Series: 1

Kansas City Royals: 2015

### Individuale
- All-Star: 3

2013–2015
- Guanti d'oro: 8

2011–2014, 2017-2020
- Guanto di platino: 1

2014
- Defensive Player of the Year:  3

2014, 2017, 2018